# 孫廷槐
孫廷槐（？—？），字右階，號芥舟，浙江仁和人，清朝政治人物。
孫廷槐為乾隆七年（1742年）壬戌科殿試第二甲進士。選翰林院庶吉士，散館後授任編修，其後任山東按察使，後再降任江西南贛甯道。